# Petra Kasten
Petra Kasten (* 30. März 1955 in Dresden) ist eine deutsche Malerin und Grafikerin.

## Leben
Nach dem Schulabschluss übte Petra Kasten von 1974 bis 1976 verschiedene Erwerbstätigkeiten aus, u. a. als Verkäuferin. Von 1973 bis 1976 besuchte sie die Abendschule an der Hochschule für Bildende Künste Dresden. Anschließend studierte sie dort von 1976 bis 1982 bei Günter Horlbeck Malerei und Grafik. Danach war sie, anfangs mit einem Fördervertrag, freischaffend tätig. Von 1986 bis 1988 war sie Meisterschülerin bei Horlbeck.
Gemeinsam mit Lutz Fleischer und Andreas Hegewald gründete sie 1983 den Leitwolfverlag, der sich auf künstlerisch wertvolle Editionen spezialisierte. Von 1995 bis 1996 leitete sie die Abendakademie der Hochschule für Bildende Künste Dresden. Sie war bis 1990 Mitglied des Verbands Bildender Künstler der DDR und ist seit 1999 Mitglied im Deutschen Künstlerbund. 2003 gehörte sie zur Auswahl der vierzig von über hundert Künstlern, die zwischen 1999 und 2003 zu DKB-Mitgliedern gewählt wurden. An der in dem Jahr veranstalteten Jubiläumsausstellung zum hundertjährigen Bestehen des Künstlerbundes in der Bonner Bundeskunsthalle nahm sie mit der großformatigen Zeichnung Resonanz teil.
Petra Kasten lebt in Dresden.

## Ehrungen (Auswahl)
- 1994: Villa-Massimo-Stipendium, Rom
- 1994: Kunstpreis des Neuen Sächsischen Kunstvereins
- 1995: Arbeitsstipendium des Kulturfonds Berlin Leitung der Abendakademie der HfBK, Dresden
- 1996: USA-Stipendium der Stadt Dresden, Columbus/Ohio
- 1998: Stipendium Künstlerhaus Schloss Balmoral, Bad Ems
- 1999: Felix-Hollenberg-Preis für Radierung

## Museen und öffentliche Sammlungen mit Werken Petra Kastens (unvollständig)
- Albstadt: Kunstmuseum Albstadt
- Altenburg/Thür: Lindenau - Museum
- Cottbus: Brandenburgisches Landesmuseum für moderne Kunst
- Dresden: Kupferstichkabinett[3]
- Dresden: Sächsischer Kunstfonds[3]
- Dresden: Sächsische Landes- und Universitätsbibliothek
- Kaiserslautern: Museum Pfalzgalerie
- Leipzig: Galerie für Zeitgenössische Kunst
- Leipzig: Deutsches Buch- und Schriftmuseum
- Neubrandenburg: Kunstsammlung Neubrandenburg

## Ausstellungen (unvollständig)

### Einzelausstellungen
- 1984: Studio Bildende Kunst, Berlin-Lichtenberg
- 1985: Dresden, Galerie Nord („Junge Künstler ´85“; mit Andreas Küchler, Reinhard Sandner und Gudrun Trendafilov)
- 1991: Galerie Beethovenstraße, Düsseldorf
- 1993: Dresden Panorama, Blaue Fabrik, Dresden
- 1995: La Vie en rose, Villa Massimo, Rom
- 1996: Studioausstellung, High Street 756, Columbus, Ohio
- 1998: Künstlerhaus Schloss Balmoral, Bad Ems
- 1999: Städtische Galerie, Albstadt
- 2000: Temporäre Fassadengestaltung, Neuer Sächsischer Kunstverein
- 2003: Neue Bilder, Kunstverein Schloss Röderhof
- 2006: Der Wurm, riesa efau, Dresden
- 2007: Dresden Panorama, Palais im Großen Garten, Dresden
- 2008: Vom Tun, Kunsthalle Vierseithof, Luckenwalde
- 2014: Felder in Feldern, Städtische Galerie Dresden
- 2016: Kwer fällt ein, Galerie Adlergasse, Dresden
- 2020: Struktur der Materie, Leonhardi-Museum, Dresden

### Teilnahme an zentralen und wichtigen regionalen Ausstellungen in der DDR
- 1982: Dresden, Leonhardi-Museum („Frühstück im Freien“)
- 1983: Dresden, Kunstausstellung Kühl („Aus Dresdner Ateliers“)
- 1984: Dresden, Galerie West („Einblicke“)
- 1984: Berlin, Neue Berliner Galerie im Alten Museum („Junge Künstler der DDR“)
- 1985: Dresden, Bezirkskunstausstellung
- 1986: Berlin u. a. Städte („100 ausgewählte Grafiken“)
- 1986: Dresden, Leonhardi-Museum und Galerie Ost („Figur. Malerei - Grafik – Plastik“)
- 1987/1988: Dresden, X. Kunstausstellung der DDR
- 1988: Cottbus, Staatliche Kunstsammlungen („Figur = Zeichen“)